# Валево
Ва́лево (серб. Ваљево / Valjevo) — город в Сербии, административный центр общины Валево и Колубарского округа. Расположен в примерно ста километрах к юго-западу от столицы Сербии Белграда. Исторический центр Валева размещается в долине реки Колубары, на высоте 185 метров над уровнем моря.
Валево — один из старейших сербских городов, впервые упоминается в документе, датируемом 1393 годом. За время своего существования город неоднократно переживал подъём и упадок, теряя и вновь получая статус города. Ныне он является одним из экономических и культурных центров Западной Сербии.

## Этимология названия
Точное значения названия Валева неизвестно. По одной из версий, оно происходит от древнего славянского имени Валь, и таким образом, 
Валево означает «владение Валя», то есть на месте города были земли или населённый пункт местного феодала. Согласно одной из легенд здесь была придорожная корчма, владельца которой звали Валь. Со временем, вокруг неё возник населённый пункт, разросшийся до города Валева. Также существует предположение, что основой имени города стало латинское слово Vallis — долина
Ряд версий сопоставляет имя города с такими сербскими словами как:
- существительное «ваљарци» — производители ткани, чьи мастерские когда-то массово располагались по берегам Колубары;
- глагол «сваљали» — то есть будущие жители города скрылись с окрестных гор в долине реки, где основали Валево:
- прилагательное «ваљана» — плодородная земля.

## География

### Расположение
Город расположен на западе Сербии, менее чем в 100 километрах к юго-западу от Белграда, на реке Колубара. На севере Валево граничит с общинами Уб и Коцельева, на западе — с общинами Осечина и Любовия, на юге — с общинами Баина-Башта и Косьерич, на востоке — с общинами Мионица и Лайковац. Город расположен на высоте 185 метров над уровнем моря:6 и занимает площадь в 905 км².

### Климат
Климат умеренно континентальный. Средняя годовая температура +11 °C. Самый холодный месяц — январь, со средней температурой воздуха до −0,2 °C, а самый жаркий — июль со средней температурой до +21,4 °C. Самая высокая температура, зафиксированная в Валево, — +42,5 °C, а самая низкая −29,6 °C. Средняя влажность воздуха — 75%:12.

### Флора и фауна
Леса вокруг города, как и растительность внутри него, во многом искусственного происхождения. В хвойных лесах растут сосна, ель, пихта, можжевельник. Для лиственных лесов характерны берёза, бук, ясень и дуб. В долинах рек Колубара и Уб произрастают ивы и тополя. С повышением высоты над уровнем моря характер флоры меняется, преобладают дуб, ель и сосна. В лесах обитают олени, лисы, барсуки, несколько видов куниц, а также выдра, ставшая редкостью в других районах страны:8.
Памятники природы занимают 5,1% территории города и относящихся к нему окрестностей. Под охраной находятся следующие объекты:
- ущелье реки Градац
- Дегуричская пещера
- Црна-Река
- Петничская пещера
- ореховые деревья

### Гидрография

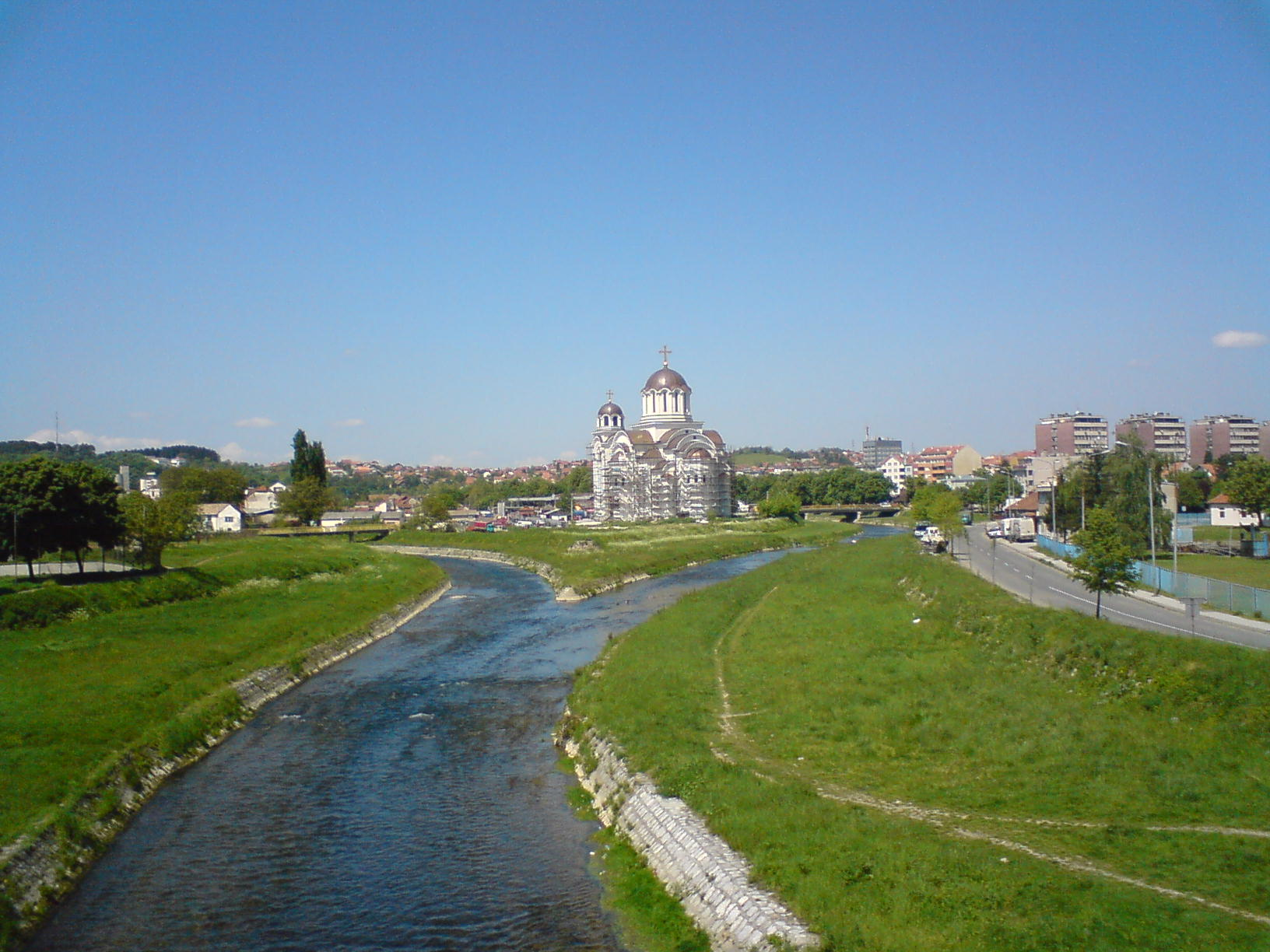
Устье реки Градац

Валево расположен в том месте, где реки Обница и Ябланица образуют Колубару, которая, в свою очередь, является притоком Савы. В границах города в Колубару впадают реки Любостиня и Градац, а берега самой Колубары укреплены и благоустроены. На реке Ябланице в пятнадцати километрах от Валева построено водохранилище Ровни объёмом около пятидесяти миллионов кубометров воды:7. Оно снабжает водой Валево, Лазаревац, Лайковац, Уб и Мионицу. Во время строительства водохранилища была затоплена церковь Святого Архангела Михаила в Тубравиче, что вызвало протесты общественности.

## История
Самые ранние признаки нахождения человека на территории современного Валева датируются эпохой палеолита и были найдены в Петничской пещере неподалёку от города. В I веке этот район стал частью Римской империи, а после её разделения в 395 году стал частью Восточной Римской империи. В Средневековье район Валева принадлежал Сербскому королевству Неманичей.
Первое поселение на территории современного Валева существовало на рубеже XIII—XIV вв. Тогда на месте исторического центра города был православный монастырь. Самое раннее упоминание Валева было обнаружено в документе из архива Дубровника, который датируется 1393 годом. В это время город был крупным рынком на перекрестке торговых путей, где дубровницкие купцы покупали товары из внутренних областей Балканского полуострова, а продавали вещи с берегов Адриатического моря, или привезённые из других европейских стран. Валево развивалось несколько обособленно от других сербских городов этого района. В городе тогда не было укреплений, в то время как ряд остальных населённых пунктов возник как поселок возле стен крепости или замка. Также Валево не было связано с рудниками, от которых зависели многие другие города.
Развитие города было прервано завоеванием Сербии Османской империей в середине XV столетия. В Валево в значительном количестве переселялись мусульмане и уже в XVI веке облик города изменился в восточном стиле. В конце XVII века и неоднократно в XVIII веке он попадал под контроль австрийских войск, но, в основном, вплоть до начала XIX века был частью Османской империи. Военные чертежи, датируемые XVIII столетием, показывают, что будучи османским городом, он занимал оба берега Колубары в том районе, где сейчас расположен исторический центр. В это время город неоднократно посещали путешественники, оставившие его описания: Луи Жедеон в 1624 году, Эвлия Челеби в 1660 году, Йоаким Вуич в 1826 году, Феликс Каниц в 1860 и 1888 годах и др.
Во время Первого сербского восстания Валево было первым городом, отбитым сербами у турок 20 марта 1804 года. Ныне эта дата празднуется как День города. После получения Сербией автономии по итогам Второго сербского восстания в него стали переселяться сербы из окрестных сел, которые ранее, как правило, занимались земледелием. Они покупали или занимали дома и земли турок, массово покидавших город. Кроме жителей окрестных сел в Валеве также селились сербы из Боснии и Герцеговины и Черногории, особенно во время восстаний в 1870-х годах. На рубеже XIX—XX вв. Валево пережило период европеизации, была проложена железная дорога и проведено электричество. Появление железнодорожного сообщения привело в упадок другие пути, традиционно использовавшиеся для доставки товаров и торговли.

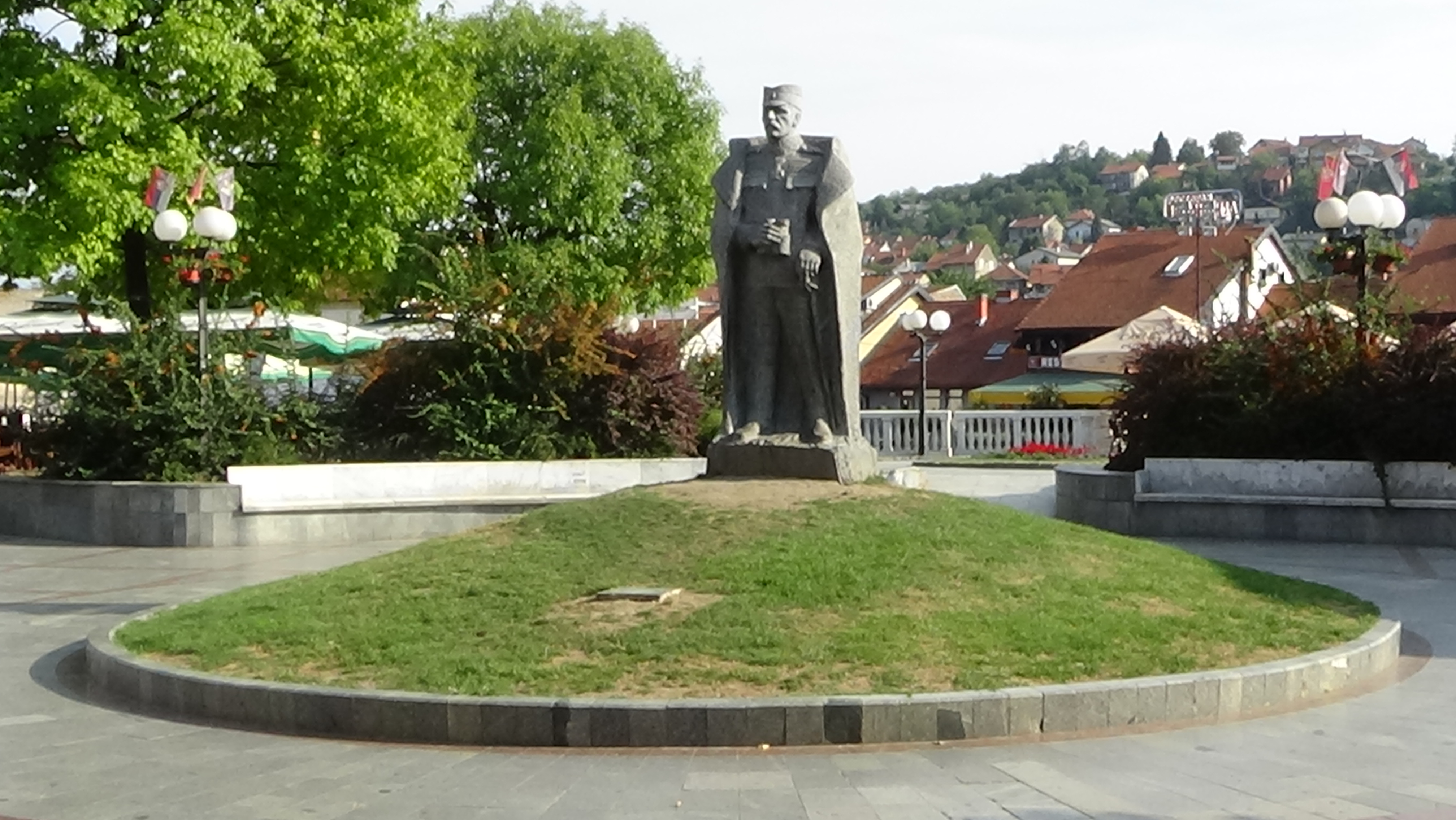
Памятник Живоину Мишичу в Валеве

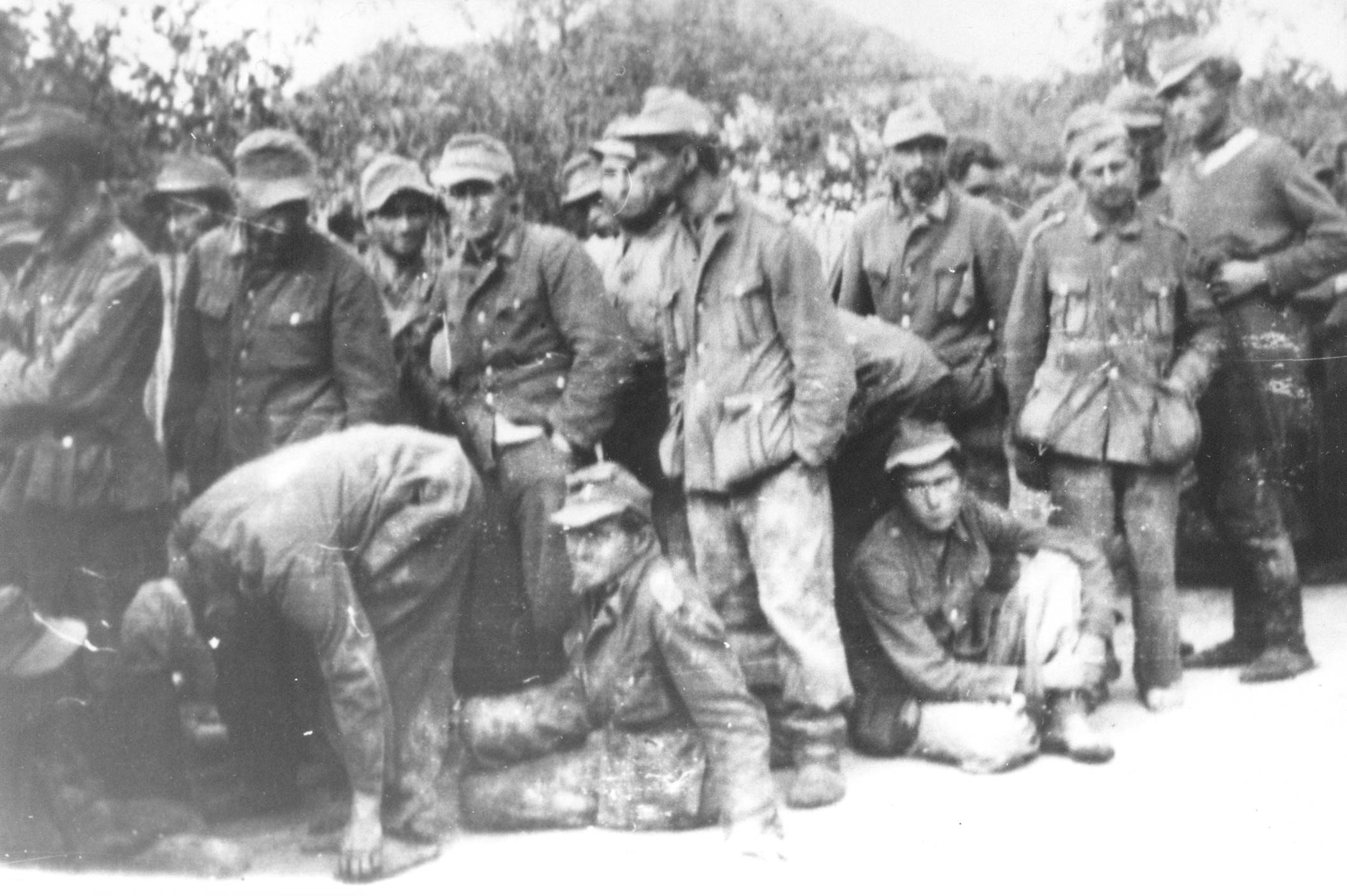
Пленённые немецкие солдаты близ Валева, 1944 год

В годы Первой мировой войны Валево стало местом жестоких боев. Именно здесь в 1914 году произошла Колубарская битва, в ходе которой сербская армия под командованием Живоина Мишича разгромила вторгшиеся на территорию страны войска Австро-Венгрии. В это время город служил резиденцией Правительства Сербии, кроме того, здесь же размещался Генеральный штаб армии. В Валеве также располагались многочисленные госпиталя, где кроме сербских врачей помощь раненым оказывал персонал гуманитарных миссий из союзных Сербии стран. Осенью 1915 года был оккупирован войсками Австро-Венгрии, освобождён сербской армией армией 3 октября 1918 года — противник сдал город без боя. После войны город был в значительной степени разрушен, ощущалась нехватка питьевой воды и товаров первой необходимости.
Во время Второй мировой войны Валево было оккупирован германской армией. Однако его окрестности стали одним из центров консолидации Сопротивления. На Равна-Горе генерал Михаилович создал армию лояльных правительству в изгнании четников, а в сентябре 1941 года в селе Робайе близ города с местными партизанами-коммунистами впервые встретился Йосип Броз Тито. В ходе операции НОАЮ, длившейся с 14 по 18 сентября 1944 года, город был освобожден.
В СФРЮ в 1960-е годы Валево пережил бурный промышленный рост, было создано множество предприятий. Динамично развивались металлургия, перерабатывающая промышленность, деревообрабатывающая промышленность, сельское хозяйство и т.д. Особенно выделялась фабрика «Крушик», бывшая частью югославского оборонного комплекса и занимавшаяся производством боеприпасов.
В 1990-е годы экономика города серьёзно пострадала от международных санкций против Югославии и от бомбардировок авиацией НАТО в 1999 году. Была почти полностью уничтожена фабрика «Крушик», кроме того, ущерб был нанесён и многим другим зданиям в городе.

## Органы власти и местное самоуправление

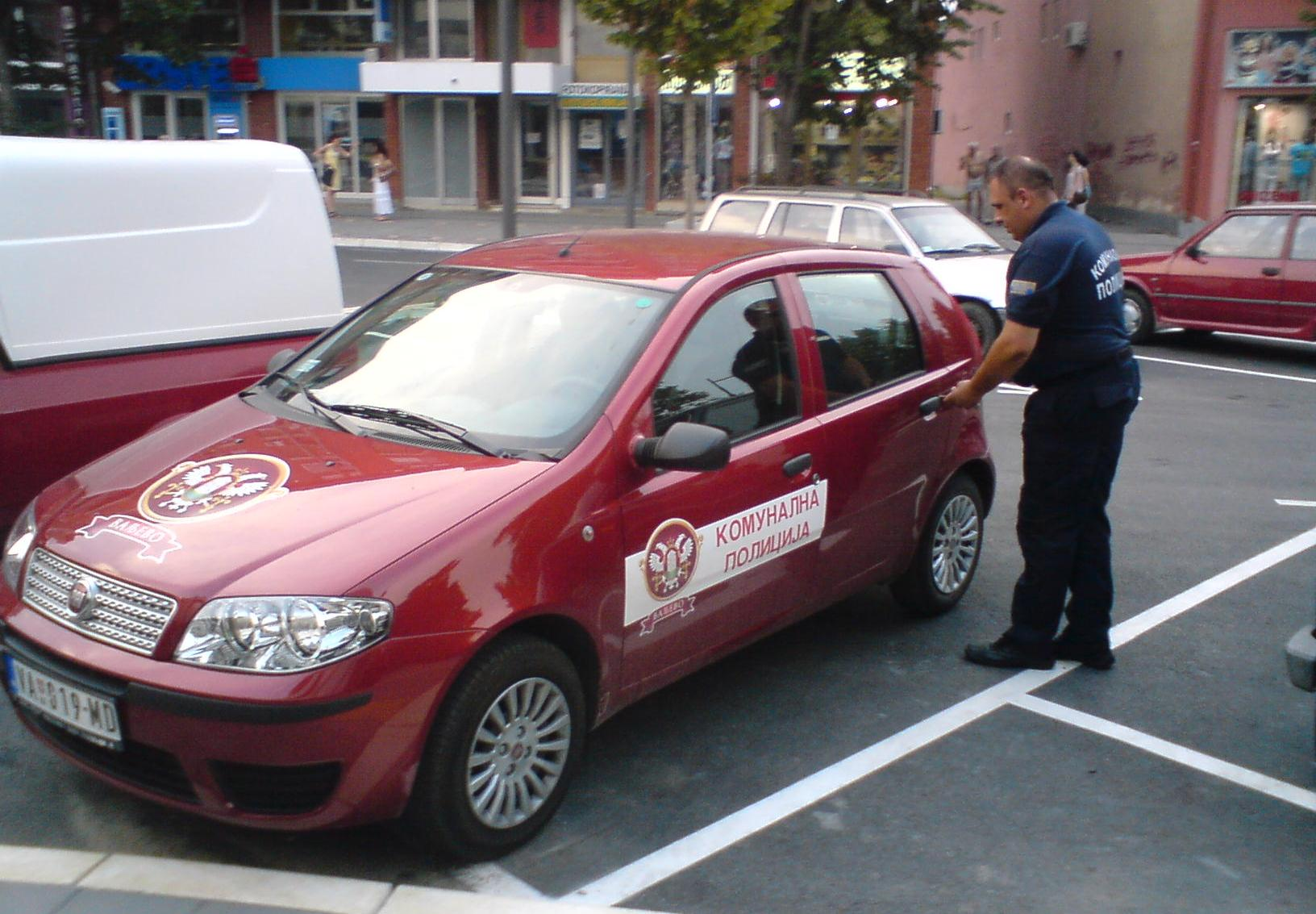
Коммунальная полиция Валева

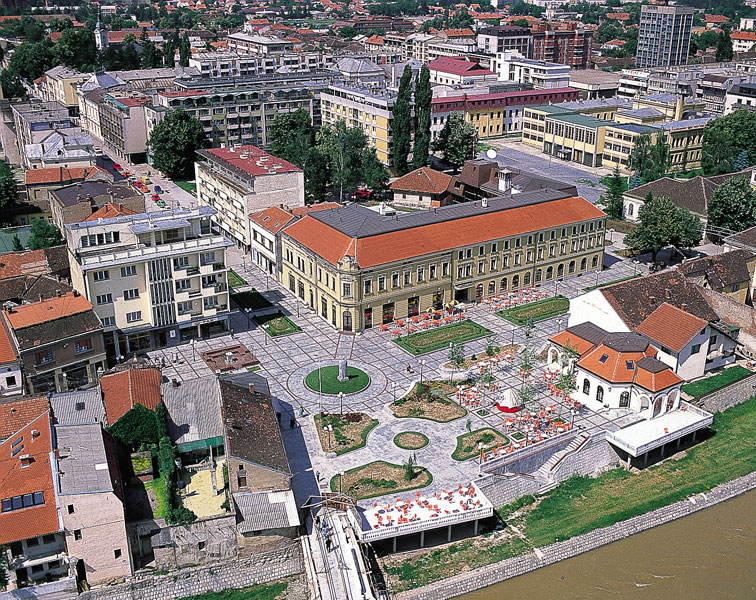
Центр Валева

Органы власти города состоят из Градоначальника, Скупщины, Городского веча и двух управ:13.
Скупщина Валева является главным органом городской власти, осуществляющим локальное самоуправление согласно Закону. Она состоит из 51 депутата, которые избираются на четыре года. Городское вече — также орган исполнительной власти. Оно состоит из девяти человек: градоначальника, его заместителя и ещё семи человек, избираемых городской Скупщиной путём тайного голосования. Мандат члена Городского веча длится четыре года. Градоначальник представляет город, он выбирается Скупщиной из числа депутатов. Градоначальником является избранный 20 июня 2016 года Слободан Гвозденович.
Также в городской администрации есть две управы: 
- Управа локального развития, экономики, урбанизма и коммунального хозяйства
- Управа общественных вопросов, финансов, имущества и инспектирования.

В свою очередь, каждая управа поделена на несколько специализированных отделений.
Также местное самоуправление осуществляется на уровне населённых пунктов общины. В 59 селах есть местные сообщества, которые самостоятельно решают локальные вопросы.

## Население

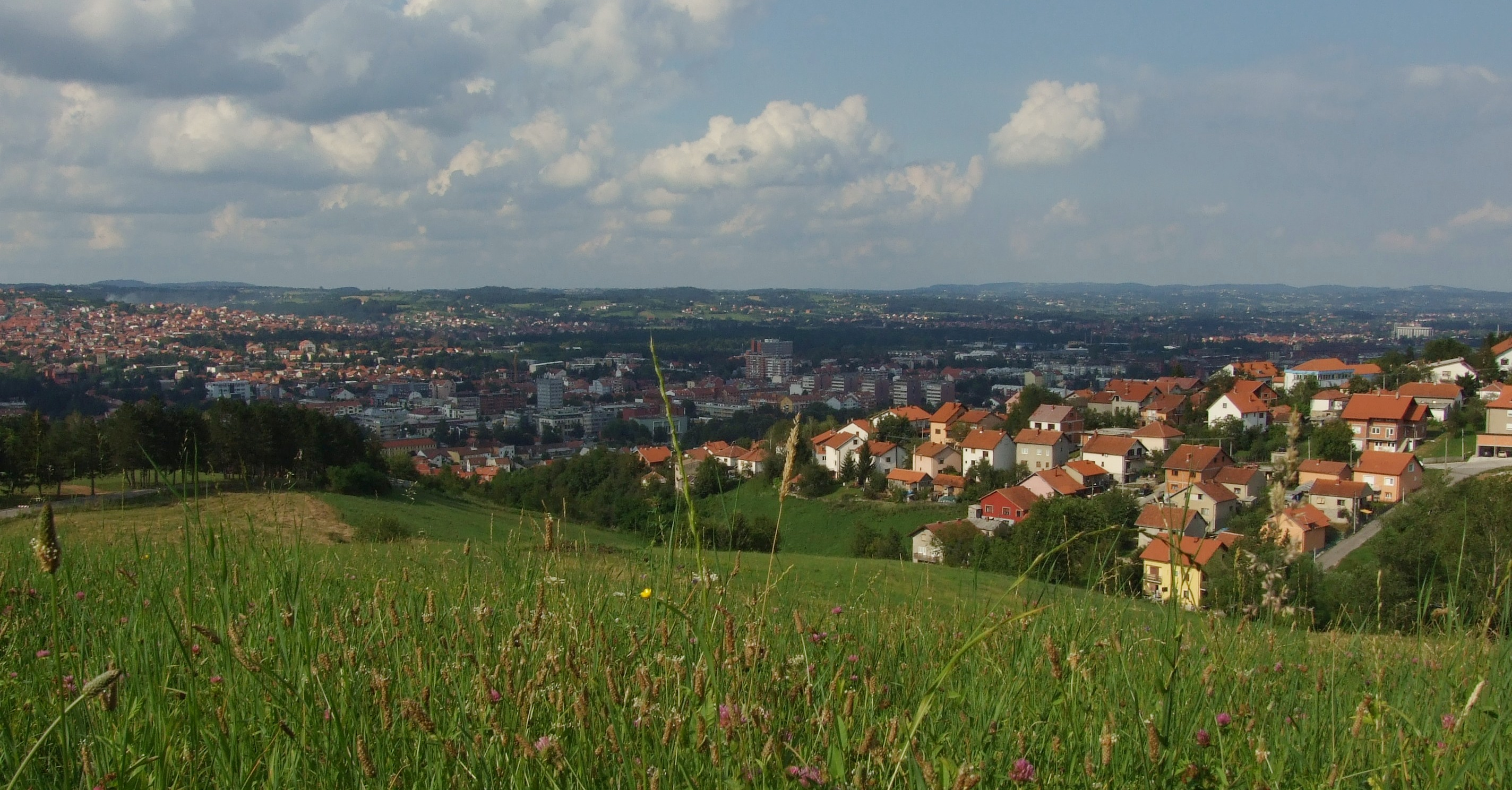
Панорама Валева

Согласно переписи населения 2022 года, в Валеве проживало 82 169 людей.

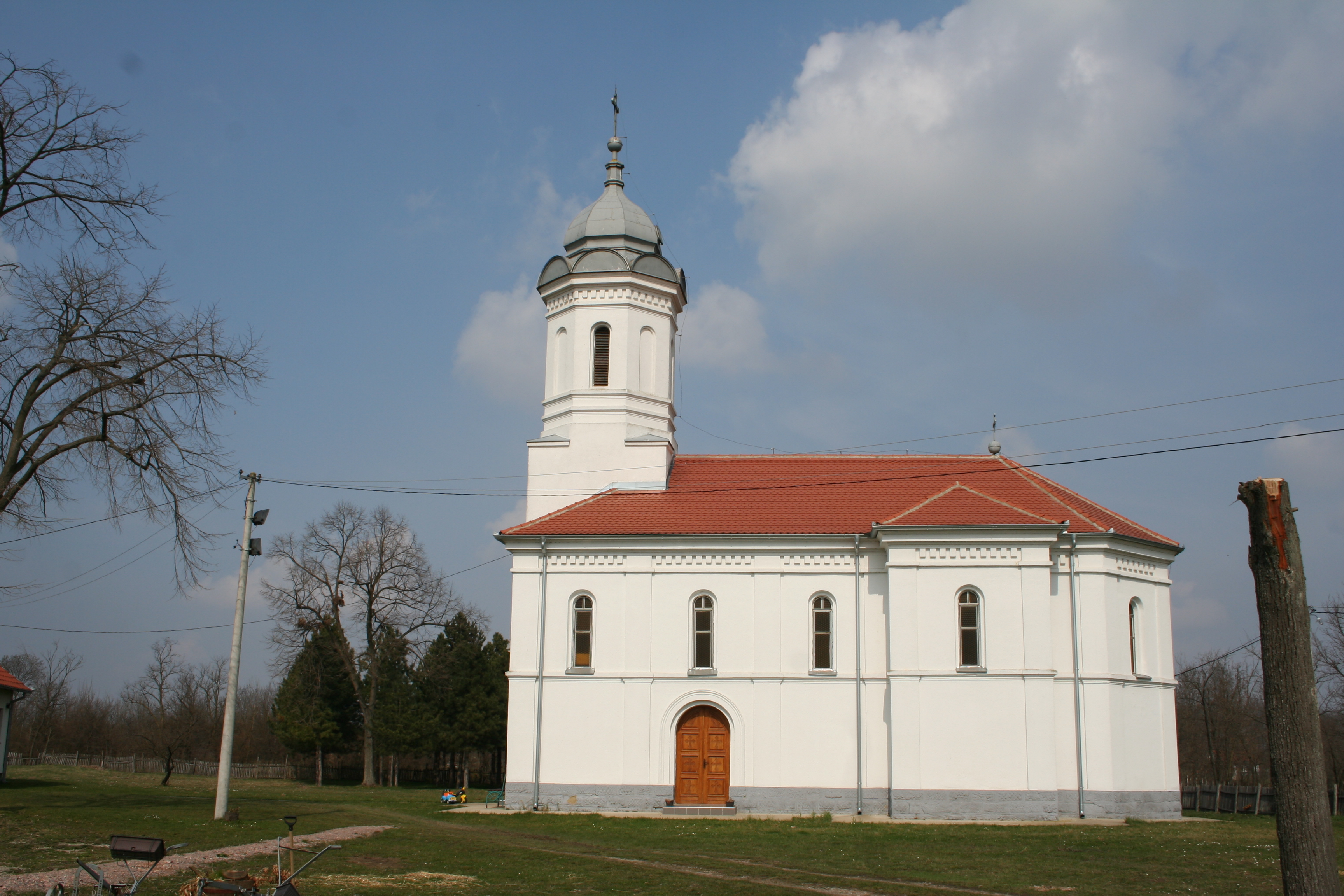
Церковь Святого Пророка Илии

По национальному составу абсолютное большинство составляют сербы. Вторая по величине этническая группа — цыгане. Подавляющее большинство населения (97,38%) исповедует православие:29. 97,26% населения во время переписи назвали сербский язык в качестве родного:30.
Безработица в городе по данным 2015 года составляла 8,19%. Доля пенсионеров — 21,52% от общего числа населения, а доля детей младше 15 лет — 12,89%:31.
Среди той части экономически активного населения, которая указала сферу труда, наибольшее число (9605) трудится в сельском хозяйстве, рыболовстве и лесном секторе. 7549 человек трудятся в перерабатывающей промышленности, а 3775 человек заняты в сфере торговли:31.
| Народность                | Национальный состав согласно переписи 2022 года | Национальный состав согласно переписи 2022 года |
| Народность                | Человек                                         | %                                               |
| ------------------------- | ----------------------------------------------- | ----------------------------------------------- |
| Сербы                     | 76 367                                          | 92,94 %                                         |
| Цыгане                    | 1275                                            | 1,55 %                                          |
| Югославы                  | 140                                             | 0,17 %                                          |
| Региональная идентичность | 13                                              | 0,02 %                                          |
| Остальные                 | 392                                             | 0,48 %                                          |
| Неизвестно / Не указано   | 3982                                            | 4,85 %                                          |
| Всего                     | 82 169                                          | 100 %                                           |

## Экономика

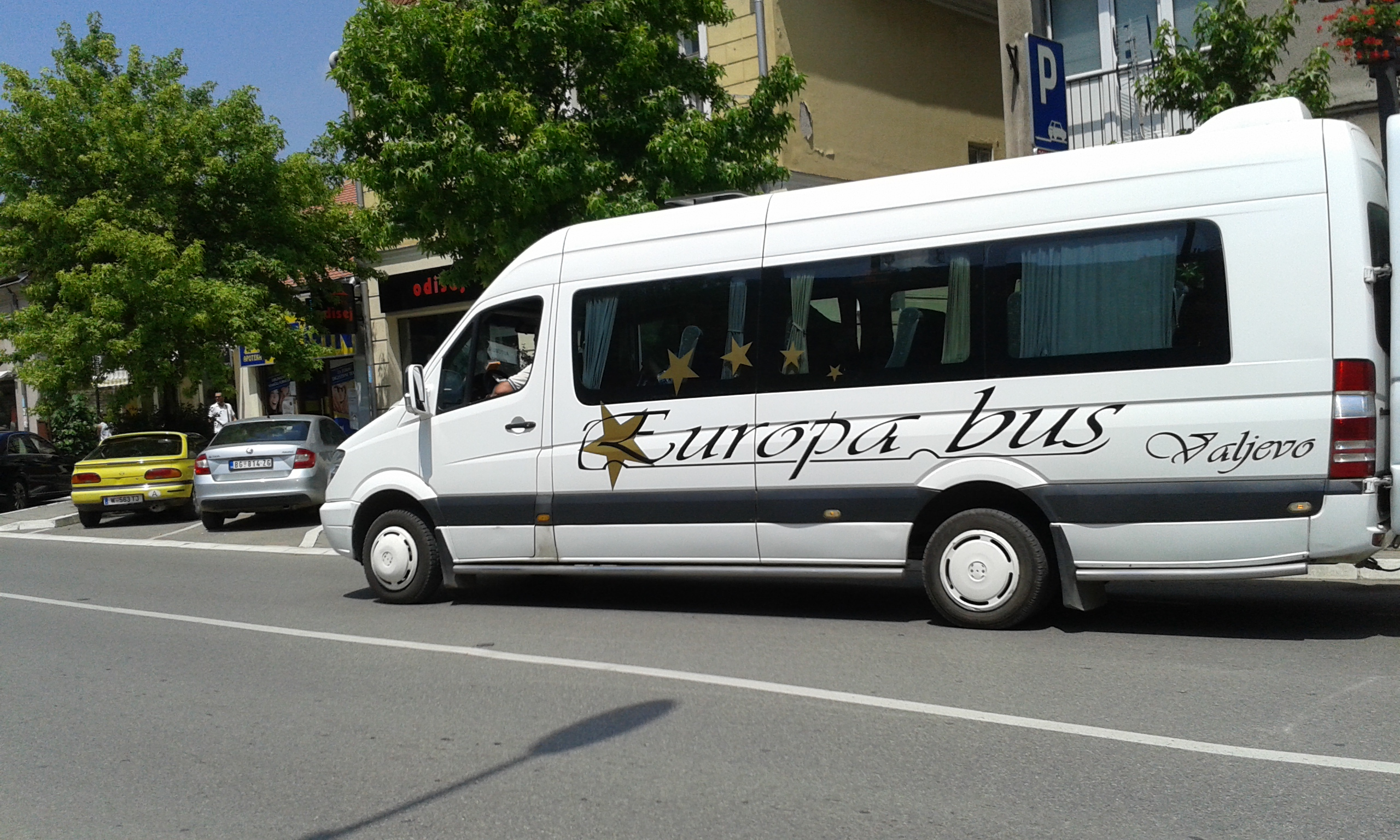
Микроавтобус локального перевозчика

Значительную роль в экономике и создании рабочих мест в Валеве играют инвестиции, в том числе иностранные. С начала 2000-х годов город привлек более 74 миллионов евро инвестиций, благодаря которым было создано 3000 рабочих мест.
По оценкам 2015 года, официально занятыми были 28 846 человек. Средняя заработная плата составляла 39 995 сербских динар.

### Промышленность
После индустриализации во время существования СФРЮ в Валеве появился ряд крупных промышленных предприятий. большинство из них относятся к перерабатывающей промышленности. В начале XXI века в городе были созданы три индустриальные зоны, расположенные в его восточной части. Одну из них занимает фабрика «Крушик», играющая важную роль в оборонном комплексе страны:60.
Металлургия и машиностроение играли большую роль в экономике Валева до распада Югославии и связанного с ним экономического кризиса. Ныне производственные мощности предприятий данной отрасли несколько уменьшены. Среди крупнейших заводов выделяются «Gorenje», «Inos Balkan», «Blist», «Elbi» и фабрика «Крушик», занимающиеся производством алюминия, стали, станков, котлов, боеприпасов и продукции для военно-промышленного комплекса и т.д. Предприятие «Gorenje» в 2015 году по объёму экспорта стало четвёртым в Сербии, стоимость его продукции составила почти 180 миллионов евро:43.
В текстильной промышленности города крупнейшим предприятием является «Vali». Кроме него работают также несколько средних и небольших фабрик. В 2015 году им удалось продать продукции на сумму более 72 миллионов долларов США:44.
Лесоперерабатывающий комплекс также является важным фактором городской экономики. Он представлен рядом небольших предприятий, которым в 2015 году удалось продать изделий из дерева на общую сумму в 6 миллионов долларов США:45.
Развитое сельское хозяйство обусловило также наличие в Валеве множества средних и малых фирм, занимающихся переработкой овощей, фруктов и мяса и производством продуктов питания:46.

### Сельское хозяйство

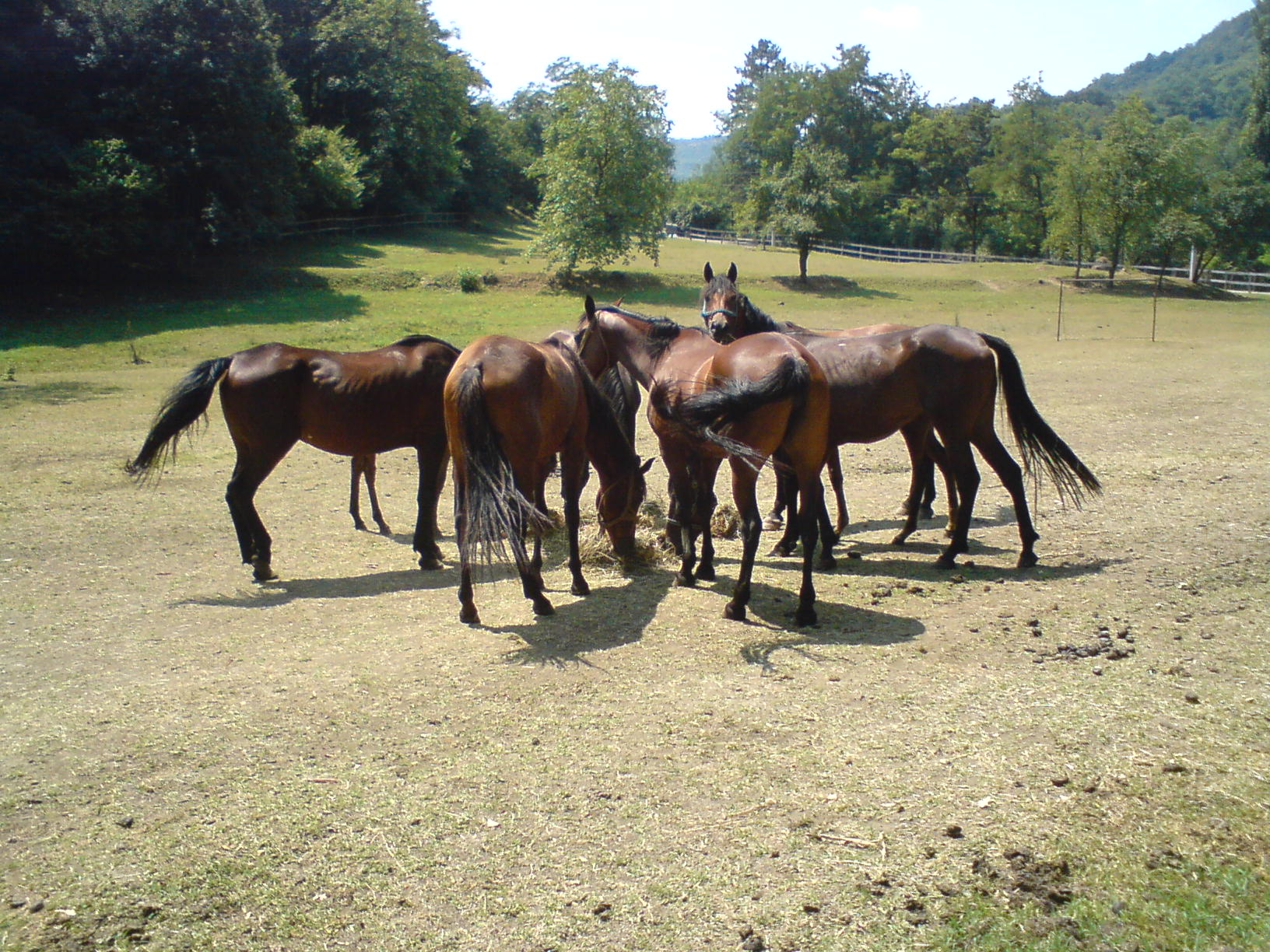
Лошади на одной из ферм

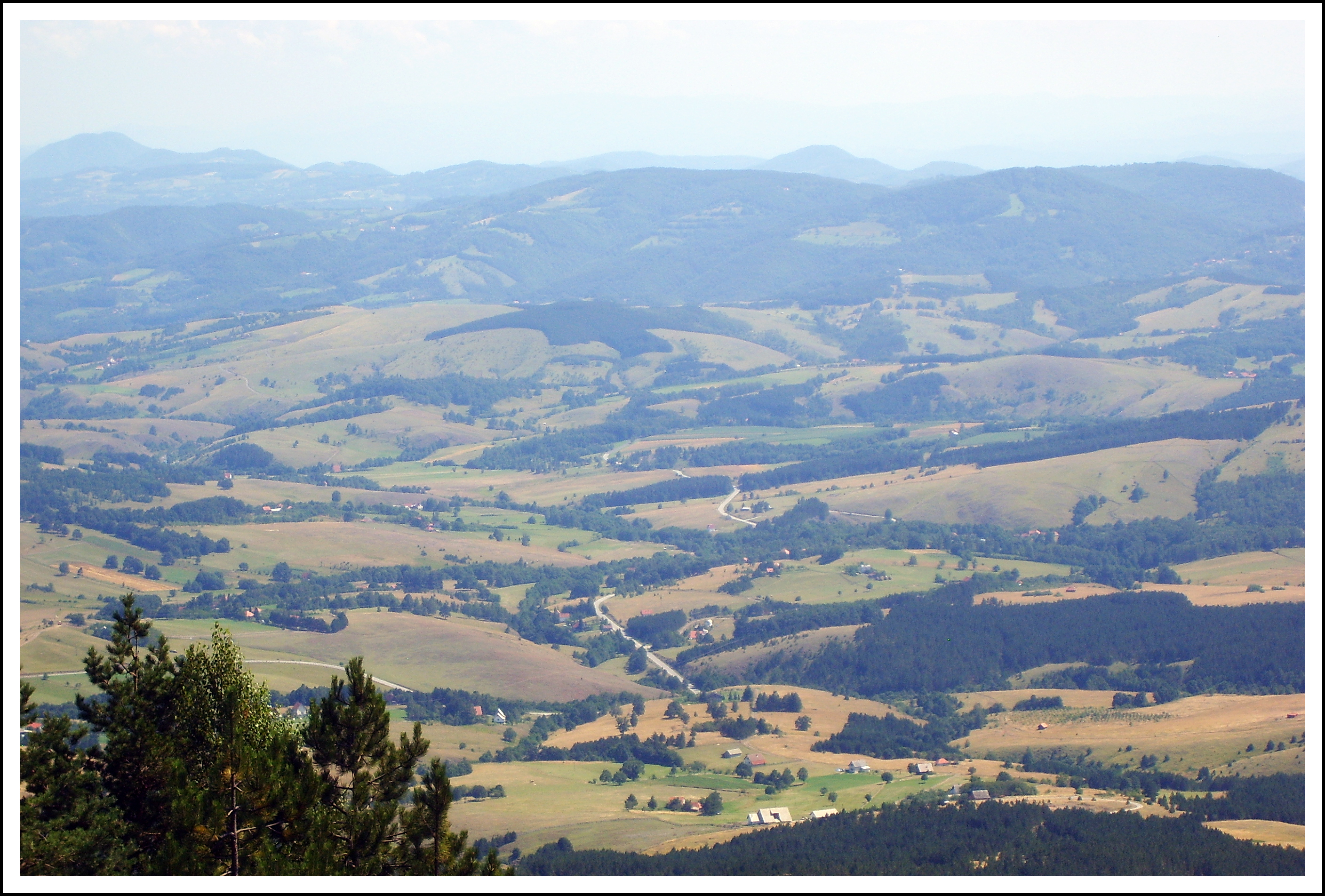
Сельскохозяйственные угодья у Дивчибаре близ Валева

Валево является одним из центров сельского хозяйства страны:89.
Земледелие представлено, в основном, выращиванием овощей и ягод. Большая часть земель сельскохозяйственного назначения используется для выращивания сливы — 4006 га. Затем идёт малина, чьи плантации занимают 1000 га. Кустами ежевики занято 432 га, а орехом — 146 га. Общее число яблонь составляет 79 614, в 2012 году с них было собрано 527 тонн яблок. Урожай винограда в том же году составил 182 тонны:91.
Сельскохозяйственная продукция Валева продаётся не только в Сербии, но и идёт на экспорт, в том числе в Россию и США. Основные экспортные товары: замороженные малина и ежевика, соки, сушёная слива, пюре и джемы:90.
Не менее популярным является скотоводство. Коров, овец и т.д. держат как в крупных фермах, так и в небольших домашних хозяйствах. По данным 2012 года, в хозяйствах валевских фермеров было 64 730 овец, 19 655 быков и коров, 41 900 свиней, 2608 коз, 219 коней, 838 индюков и более 700 000 куриц:98.

### Транспорт

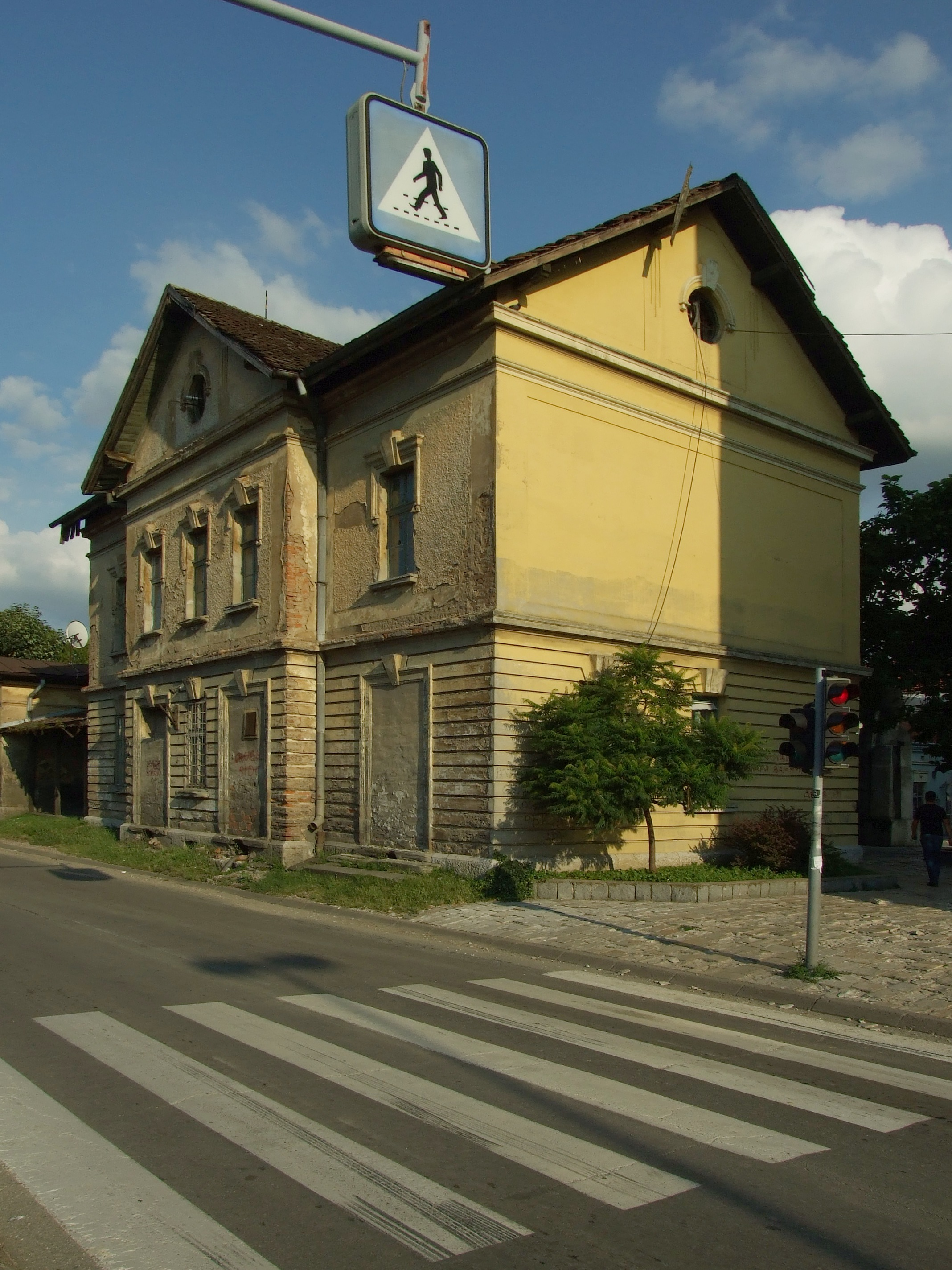
Старое здание железнодорожного вокзала

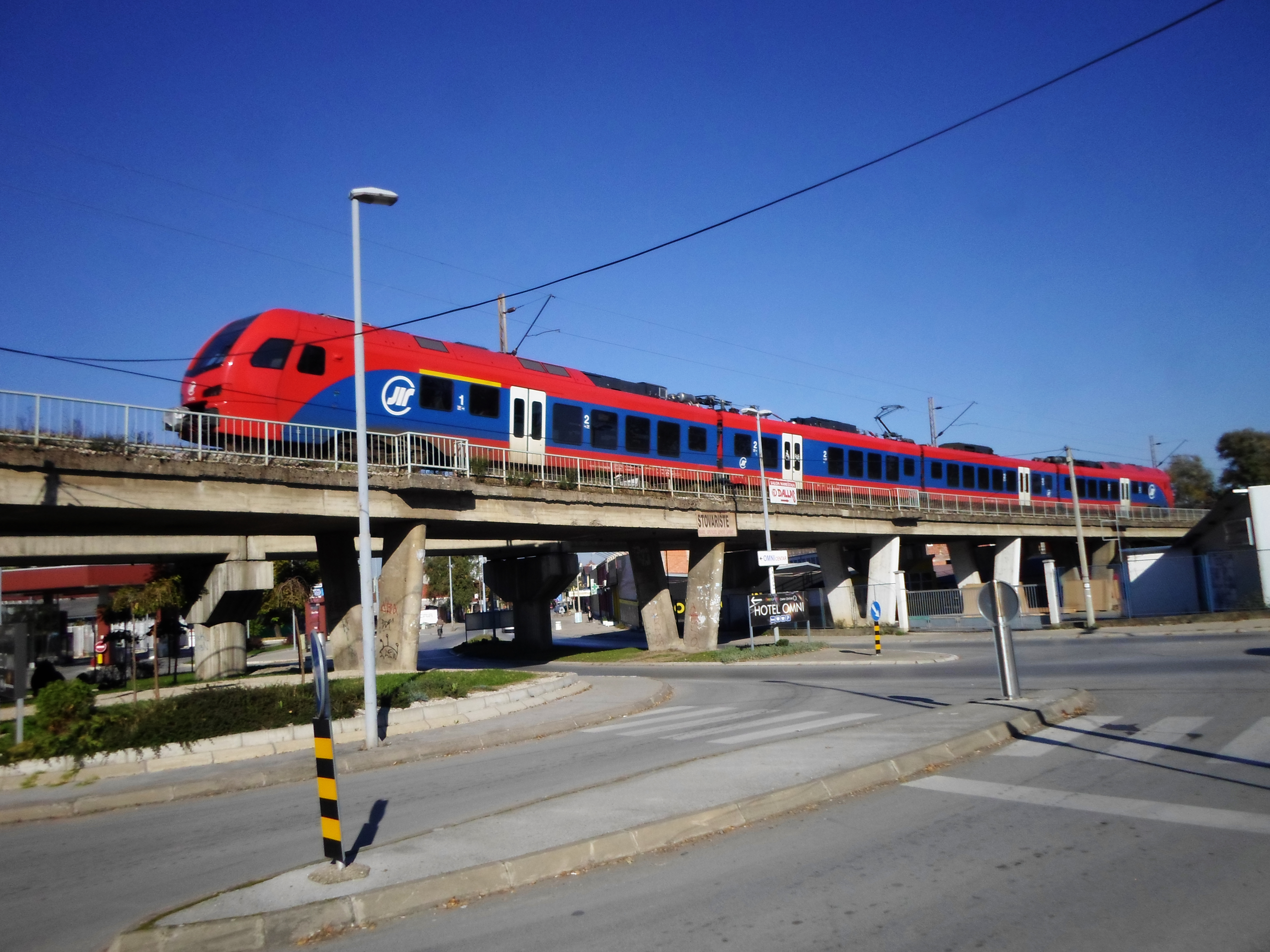
Поезд в Валеве

Дорожная сеть в Валеве считается развитой. По данным статистического обзора 2015 года, её протяжённость составляла 545 километров. Сами дороги относятся к нескольким категориям. К 1-й категории относятся государственные трассы М-4 и М-21, ранее именовавшиеся магистральными шоссе. К 2-й категории относятся региональные дороги. Кроме того, существует также категория местных путей и трасс. Ещё примерно 250 километров дорог не классифицированы, а около 200 километров считаются городскими улицами:75.
Автобусные рейсы связывают город с селами в его окрестностях, а также с Белградом и другими крупными городами страны. В городе работает местный перевозчик «Europa bus».
На территории самого города и принадлежащих к общине окрестных населённых пунктов находится восемь железнодорожных станций: Дивци, Валево, Валевски-Градац, Ластра, Младжево, Лукавац, Иверак, Лесковице. За 2013 год ими воспользовалось 108 989 пассажиров, также через них было перевезно 46 911 тонн грузов. В настоящее время план развития железных дорог города заключается в завершении строительства пути Валево—Ужице, а также в модернизации и строительстве второго пути на участке дороги Белград—Бар:76.
Также на окраине Валева, южнее шоссе М-4 есть небольшой спортивный аэродром, занимающий площадь в 29 гектаров. Городские власти планируют расширить его и преобразовать в пассажирский под названием Дивци.

### Туризм

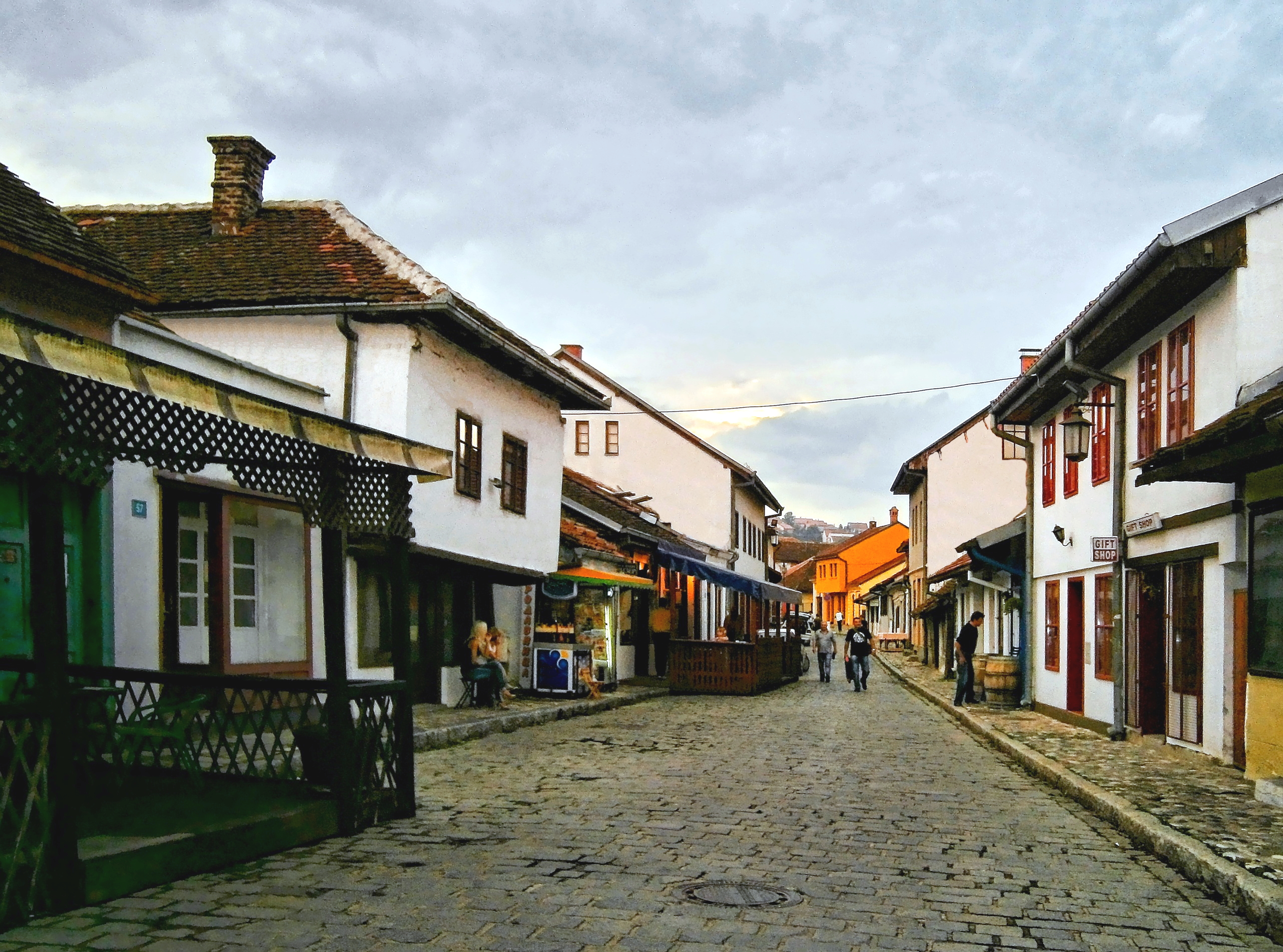
Тешняр — старинный квартал Валева

По мнению городских властей, Валево обладает значительным туристическим потенциалом. Несмотря на снижение числа посещений города путешественниками в 2012—2014 годах, Валево по-прежнему привлекает множество туристов. Значительную роль в популярности города играют развитая транспортная инфраструктура, большое количество исторических и культурных памятников, древние монастыри и т.д. В Валеве и близлежащих селах насчитывается более 60 отелей, хостелов и пансионатов, рассчитанных на 1850 человек. Большинство из них расположены на горном курорте Дивчибаре, где также находятся четыре особо охраняемые природные территории.

## Культура

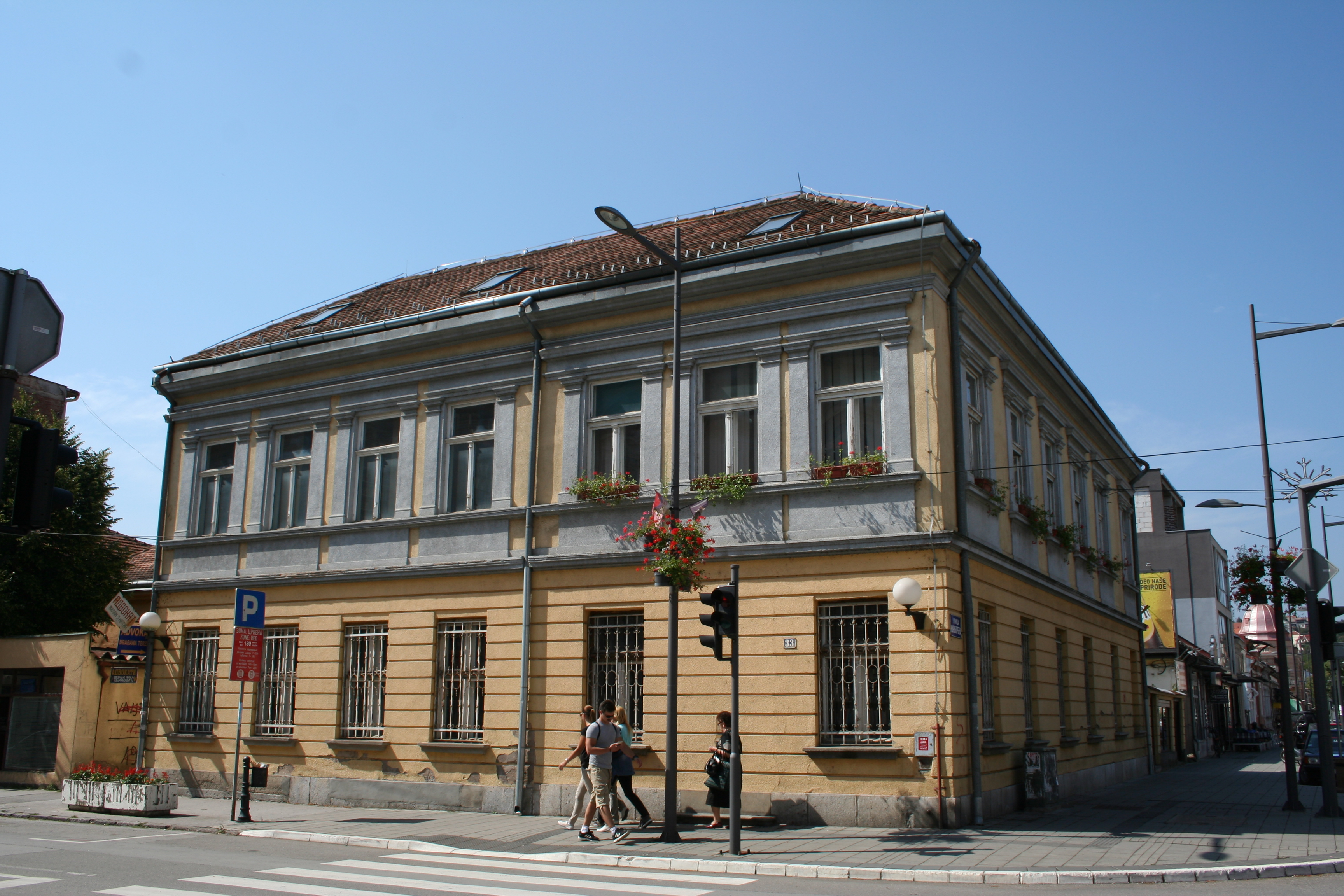
Здание городской библиотеки

В 1951 года власти города создали Народный музей. В его коллекциях собраны предметы, повествующие об истории и культуре населённых пунктов Колубарского округа. С 1959 года музей начал самостоятельное издание книг и брошюр. Ныне он выполняет задачи охраны культурного наследия, развития туризма и т.д. Музей Валева стал обладателем ряда наград от Общества музеев Сербии и Туристической организации Сербии. Он также занимается охраной и содержанием шести памятников культуры в городе.
В 1985 году в Валеве открылась Современная галерея, которая регулярно проводит выставки знаменитых сербских художников XX столетия. В её постоянной экспозиции представлены работы уроженца Валева Любы Поповича, значительная часть картин которого была создана в Париже. Также в галерее представлены работы Драшко Миличевича, Владимира Величковича, Даде Джурича, Милича из Мачвы, Димитрие Поповича, Радомира Рельича, Войо Станича, Милана Туцовича, Леонида Шейке, Милоша Шобайича и др. Ещё одной галереей, устраивающей регулярные выставки, является Интернациональная студия искусства «Радован Трнавац Мића». Она также участвует в международных выставках в Боснии и Герцеговине, Македонии и Черногории.
Большую роль в культуре и образовании Валева также играет библиотека «Љубомир Ненадовић», основанная в конце 1868 года. В её фондах хранится более 160 тысяч книг.

## Образование

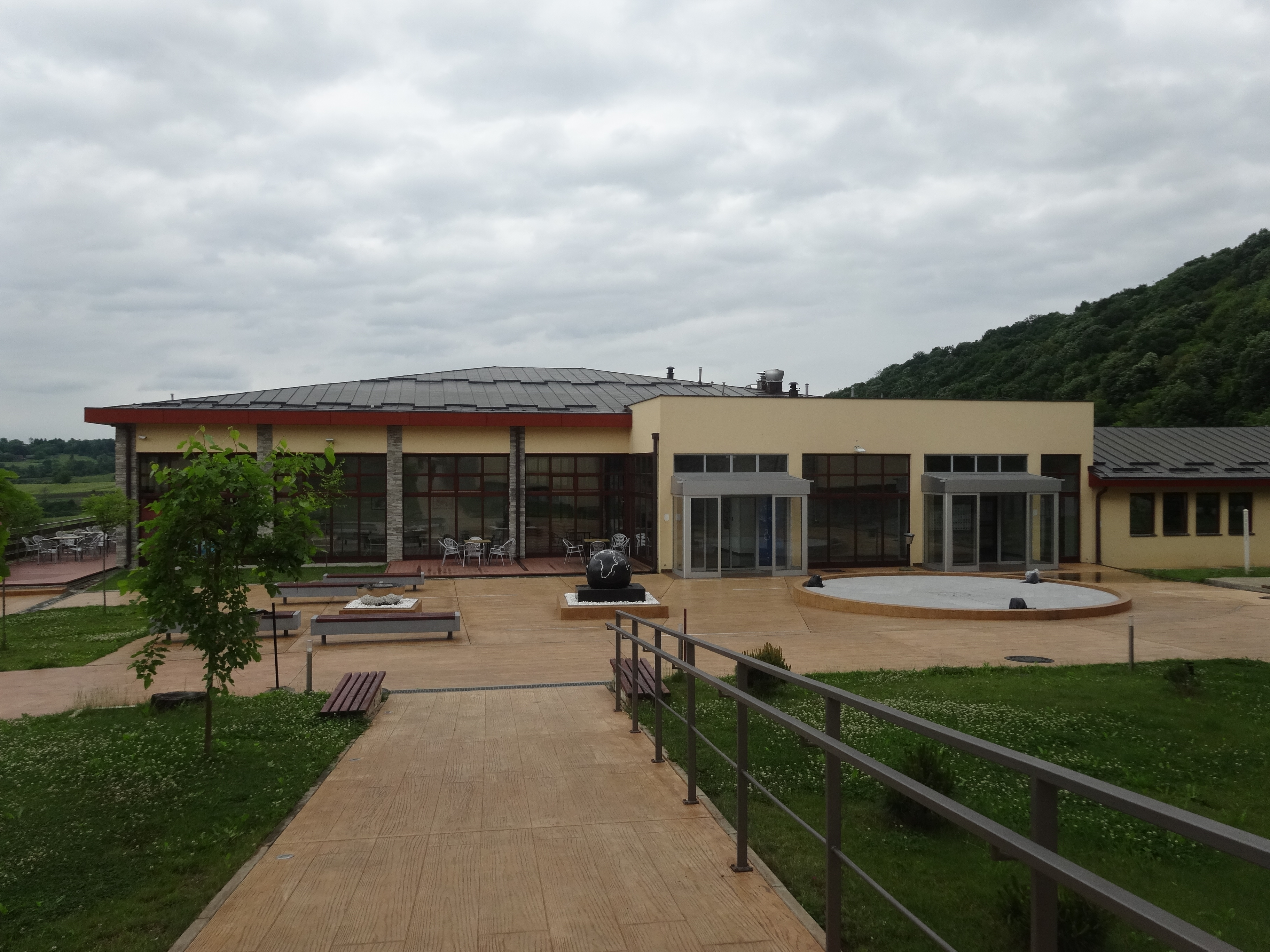
Исследовательская организация «Петница»

Дошкольное образование в Валеве представлено образовательным учреждением «Милица Ножица», в рамках которого работают одиннадцать организаций. Они занимаются воспитанием, развитием, социальной и психологической защитой детей младшего возраста, а также ведут подготовку медицинских работников и воспитателей в рамках специальных программ.

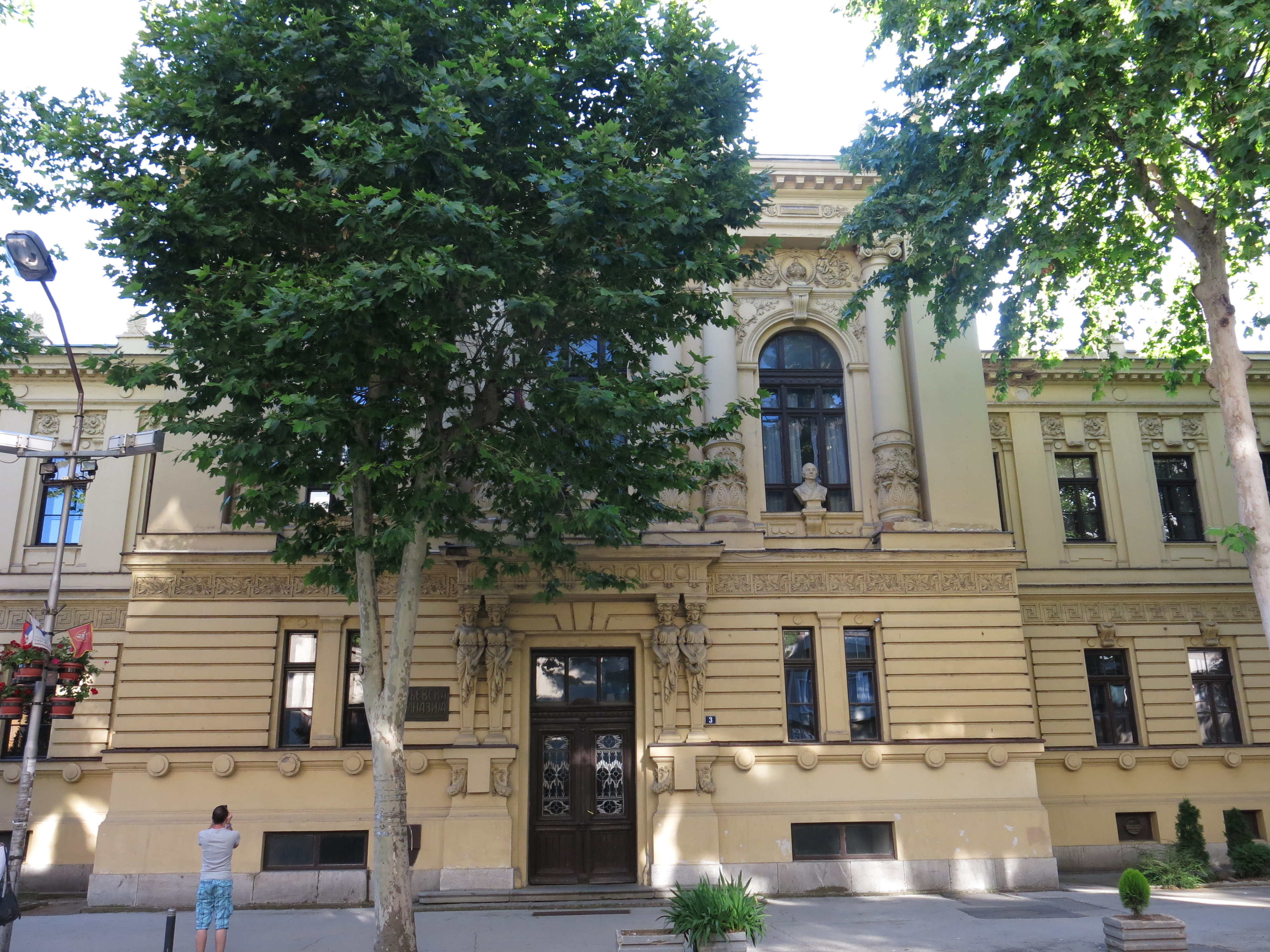
Гимназия Валева

Среднее образование осуществляют пятнадцать основных школ, названные в честь видных деятелей сербской культуры: «Первая основная школа», «Владыка Николай Велимирович», «Андра Савчич», «Нада Пурич», «Сестры Илич», «Милован Глишич», «Десанка Максимович», «Святой Сава», «Прота Матея Ненадович», «Стеван Филипович», «Драголюб Илич», «Здравко Йованович», «Милован Глишич», «Милош Маркович», «Илия Бирчанин». Кроме того, в городе действуют шесть специализированных школ: техническая школа «Валево», Гимназия, экономическая школа «Валево», медицинская школа «Доктор Миша Пантич», сельскохозяйственная школа «Валево», музыкальная школа «Живорад Грбич».
Высшим образованием в городе занимаются три образовательные организации:
- Высшая деловая школа
- Факультет деловой экономики университета имени Джона Нейсбитта
- Деловой факультет университета Сингидунум.

Также в Валеве работает Исследовательская организация «Петница», занимающаяся развитием письменности, образования и культуры. В основном, «Петница» реализует образовательные программы для учеников и студентов в возрасте от 15 до 19 лет, а также ведёт курсы повышения квалификации для преподавателей.

## Спорт
Наиболее популярным видом спорта в Валеве является футбол. 35 клубов объединены Футбольным союзом Валева. Из них наиболее успешным является клуб «ФК Раднички Вальево», основанный в 1979 году и ныне выступающий в четвертом лиге. В 2008 году был создан первый в городе женский клуб «Градац».
Старейшим баскетбольным клубом города является «Металац», основанный в 1948 году как «Будућност». Кроме него существует и несколько других клубов, самый молодой из которых был создан в 2013 году. Подготовкой баскетболистов в Валеве занимаются несколько спортивных школ.
Из других популярных видов спорта в городе выделяются волейбол и гандбол. Волейбольный клуб «ВА 014» был основан в 2014 и ныне является крупнейшим в Валеве. Он организует ежегодную спортивную акцию «Волейбол на улице», призванную популяризовать данный вид спорта. В ней, в среднем, принимает участие около 1500 человек. Кроме него крупными клубами стали женские клубы «Ваљево» и «Србијанка». Гандболом в Валеве занимается ряд команд, наиболее известными из которых являются «Металац» и «Металац 2015».

## Достопримечательности города
- Тешняр — старинная часть города, сохранившаяся из тех времен, когда Валево принадлежал Османской империи. В этом районе располагались мастерские, ремесленные лавки, дома купцов и т.д. Тешняр находится на правом берегу Колубары, главная улица проходит параллельно реке. С 1987 года здесь проходит театральный и кинофестиваль «Тешнярские вечера» (серб. «Тешњарске вечери»)[46][47].

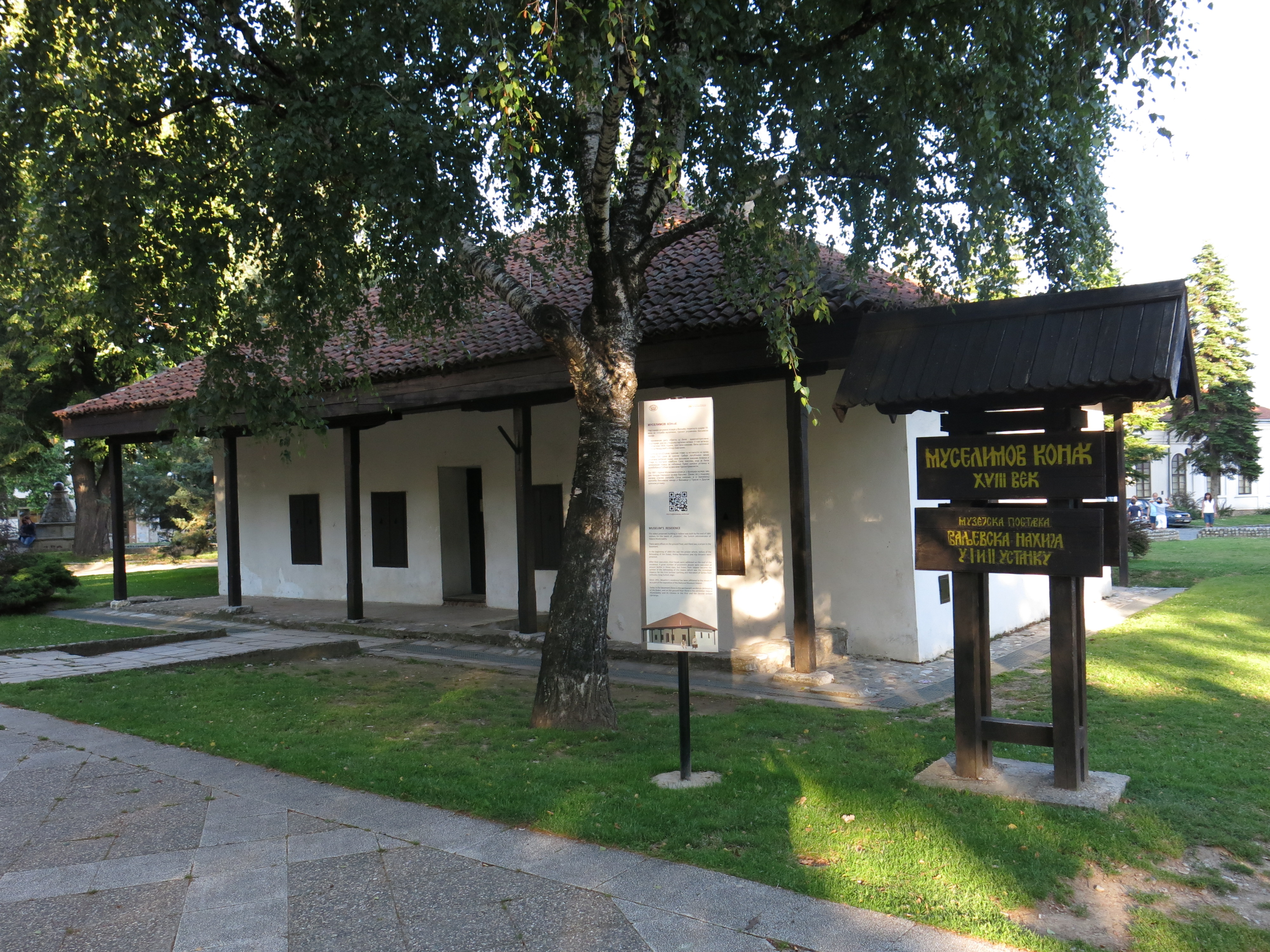
Муселимов конак

- Муселимов конак — самое старинное здание в городе. Было построено в конце XVIII века для нужд валевского муселима — управляющего Валевской нахией. В его подвале были заточены сербские князья Алекса Ненадович и Илия Бирчаниню. Казнь их и ещё нескольких десятков видных сербов, известная как резня князей, стала поводом для Первого сербского восстания[48].
- Башня Ненадовича была построена в 1813 году на горе Кличевац неподалёку от центра Валева. Она была сооружена для военных целей восставших сербов, строительством руководил министр внутренних дел Сербии Яков Ненадович при помощи своего сына Ефрема. После взятия города турками в 1813 году она служила тюрьмой. В 1815 сербы вновь овладели Валевом и башня была разрушена. В 1836 году её восстановили и до конца XIX века она использовалась в качестве порохового склада. Ныне является памятником культуры[49].
- Памятник Степану Филиповичу — народному герою Югославии, казнённому в Валеве немецкой оккупационной администрацией 22 мая 1942 года[50].

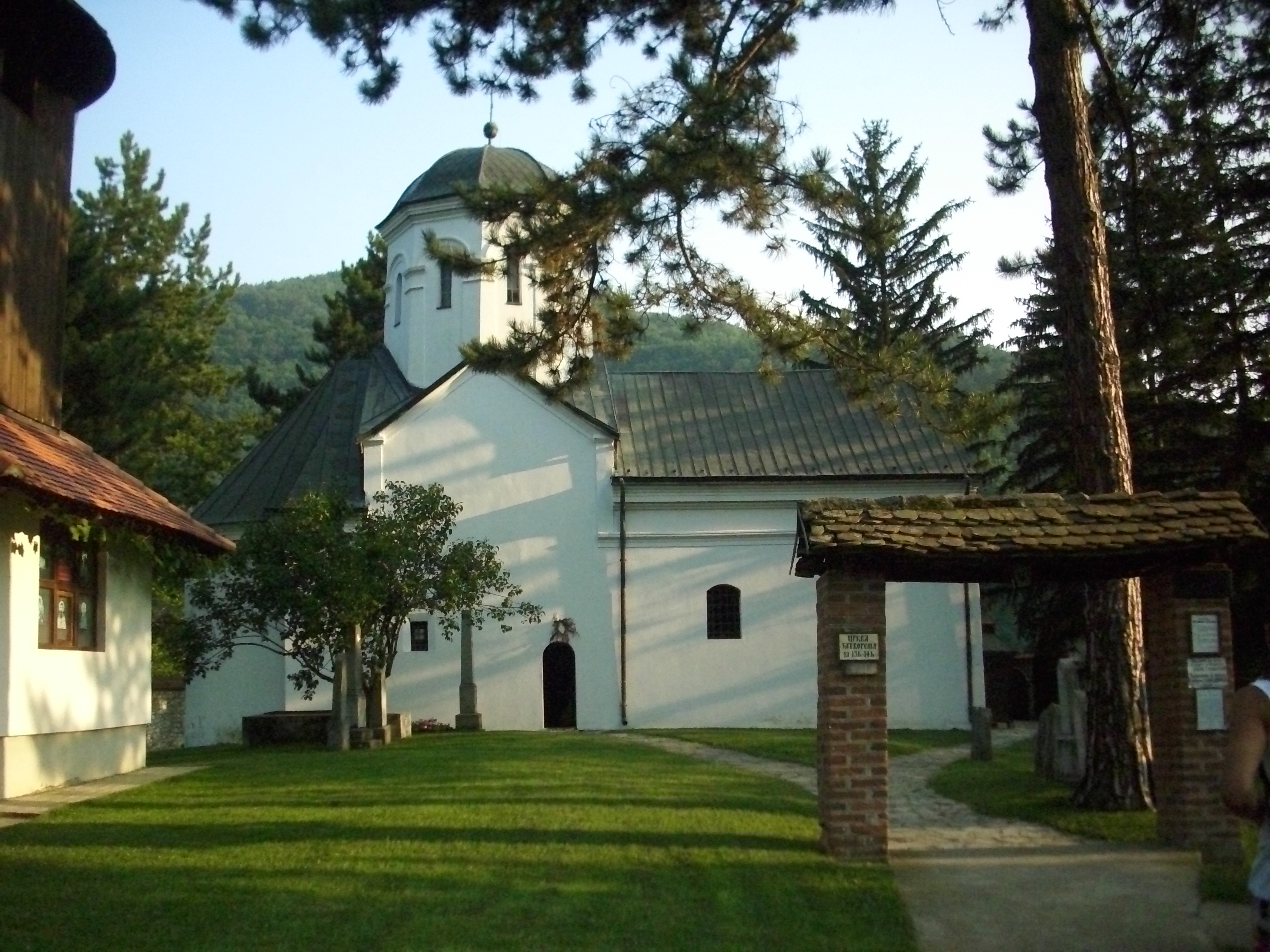
Монастырь Челие

- Монастырь Челие. Находится у села Лелич в пяти километрах от города. Согласно преданию, основан на рубеже XIII и XIV веков. Во время первого сербского восстания (1804—1813) в монастырских постройках располагалась военная больница. В XIX веке, в период правления Милоша Обреновича, в монастыре была основана начальная школа, которая являлась одной из первых в Сербии. Позже в этой школе учился прославленный в лике святых Николай Велимирович, родившийся в соседнем селе Лелич[51].
- Монастырь Лелич. Расположен в одноимённом селе в 11 километрах от Валева. Его главная церковь была освещена в 1929 году, но только в 1996 году Лелич монастырём. Является задужбиной святого Николая Велимировича и его отца Драгомира Велимировича[52].
- Монастырь Пустиня. Находится близ села Почута у начала Путиньского ущелья на реке Ябланице. Является памятником культуры большого значения. Точное время основания неизвестно, по разным данным от XI века до времени правления короля Драгутина[53].
- Монастырь Йованя. Расположен в селе Златарич в семи километрах от города. Его церковь была построена в конце XV или начале XVI веков. Монастырь посвящён рождению Иоанна Крестителя[54].
- Парк Виды Йоцич.